# Formuladeildin 2016
La Formuladeildin 2016 (detta anche Effodeildin per motivi di sponsorizzazione) è stata la 74ª edizione del campionato faroese di calcio. La stagione è iniziata il 5 marzo e si è conclusa il 22 ottobre 2016. Il Víkingur Gøta ha vinto il campionato per la prima volta nella sua storia.

## Stagione

### Novità
Dopo la stagione 2015 sono state retrocesse in 1. deild il Suðuroy e l'EB/Streymur. Dalla 1. deild 2015 sono state promosse il Skála IF e il B68 Toftir.

### Formula
Le 10 squadre partecipanti si affrontano tre volte, per un totale di 27 giornate.

La squadra campione delle Isole Fær Øer ha il diritto a partecipare alla UEFA Champions League 2017-2018 partendo dal primo turno preliminare.

La vincitrice della Coppa nazionale è ammessa alla UEFA Europa League 2017-2018 partendo dal primo turno preliminare, assieme alle squadre classificate al secondo e terzo posto.

Le ultime due classificate retrocedono direttamente in 1. deild 2017.

## Squadre partecipanti
| Club            | Città        | Stadio                   | Posizione 2015             |
| --------------- | ------------ | ------------------------ | -------------------------- |
| AB Argir        | Argir        | Blue Water Arena (Argir) | 8º posto in Formuladeildin |
| B36 Tórshavn    | Tórshavn     | Stadio Gundadalur        | Campione delle Fær Øer     |
| B68 Toftir      | Toftir       | Svangaskard              | 1º posto in 1. deild       |
| HB Tórshavn     | Tórshavn     | Stadio Gundadalur        | 4º posto in Formuladeildin |
| ÍF Fuglafjørður | Fuglafjørður | Fløtugerði               | 6º posto in Formuladeildin |
| KÍ Klaksvík     | Klaksvík     | Djúpumýra                | 5º posto in Formuladeildin |
| NSÍ Runavík     | Runavík      | Stadio Runavík           | 2º posto in Formuladeildin |
| Skála ÍF        | Skáli        | Stadio Skála             | 2º posto in 1. deild       |
| TB Tvøroyri     | Tvøroyri     | Við Stórá                | 7º posto in Formuladeildin |
| Víkingur Gøta   | Norðragøta   | Stadio Serpugerði        | 3º posto in Formuladeildin |

## Classifica finale
|                    | Pos. | Squadra         | Pt | G  | V  | N | P  | GF | GS | DR  |
| ------------------ | ---- | --------------- | -- | -- | -- | - | -- | -- | -- | --- |
| Fær Øer (bandiera) | 1.   | Víkingur Gøta   | 61 | 27 | 19 | 4 | 4  | 59 | 25 | +34 |
|                    | 2.   | KÍ Klaksvík     | 60 | 27 | 19 | 3 | 5  | 64 | 26 | +38 |
|                    | 3.   | NSÍ Runavík     | 55 | 27 | 18 | 1 | 8  | 60 | 36 | +24 |
|                    | 4.   | B36 Tórshavn    | 49 | 27 | 14 | 7 | 6  | 46 | 28 | +18 |
|                    | 5.   | HB Tórshavn     | 43 | 27 | 12 | 6 | 9  | 44 | 30 | +14 |
|                    | 6.   | ÍF Fuglafjørður | 32 | 27 | 9  | 5 | 13 | 42 | 59 | -17 |
|                    | 7.   | TB Tvøroyri     | 27 | 27 | 7  | 6 | 14 | 31 | 48 | -17 |
|                    | 8.   | Skála ÍF        | 26 | 27 | 6  | 8 | 13 | 25 | 41 | -16 |
|                    | 9.   | AB Argir        | 18 | 27 | 4  | 6 | 17 | 31 | 49 | -18 |
|                    | 10.  | B68 Toftir      | 7  | 27 | 0  | 7 | 20 | 20 | 80 | -60 |

Legenda:
      Campione delle Isole Fær Øer e ammessa alla UEFA Champions League 2017-2018
      Ammesse alla UEFA Europa League 2017-2018
      Retrocesse in 1. deild 2017
Note:
Tre punti a vittoria, uno a pareggio, zero a sconfitta.

## Statistiche

### Classifica marcatori
| Gol |  |  | Giocatore         | Squadra         |
| --- |  |  | ----------------- | --------------- |
| 23  |  |  | Klæmint Olsen     | NSÍ Runavík     |
| 21  |  |  | Páll Klettskarð   | KÍ Klaksvík     |
| 17  |  |  | Jóannes Bjartalíð | KÍ Klaksvík     |
| 14  |  |  | Sølvi Vatnhamar   | Víkingur Gøta   |
| 13  |  |  | Adeshina Lawal    | ÍF Fuglafjørður |
| 13  |  |  | Albert Adu        | TB Tvøroyri     |
| 13  |  |  | Øssur Dalbúð      | HB Tórshavn     |